# Restaurationskomödie

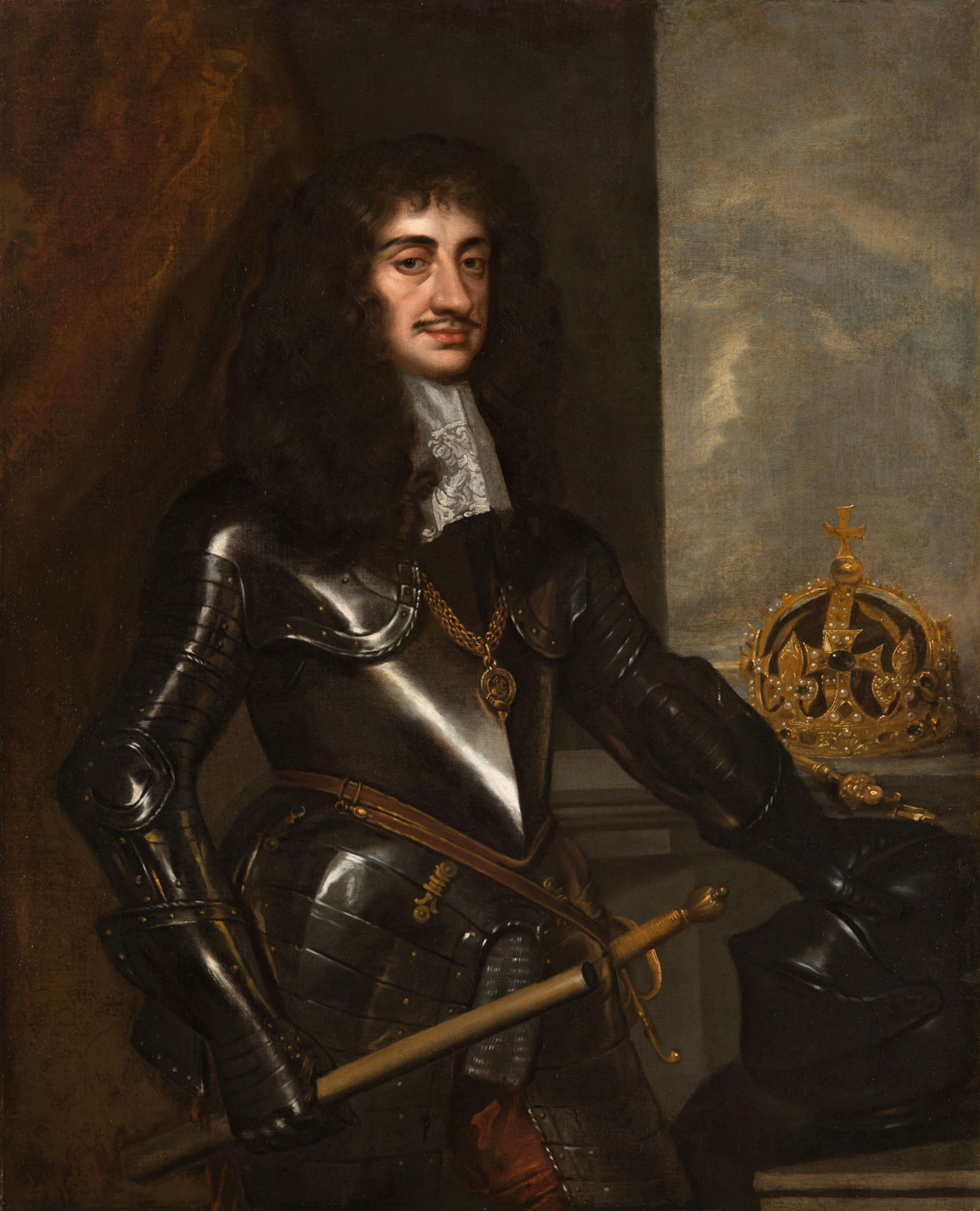
Charles II. war ein Liebhaber der englischen Restaurationskomödien

Als Restaurationskomödien bezeichnet man die Komödien der englischen Restaurationszeit im späten 17. Jahrhundert. Sie entstanden ab 1660, nachdem nach 18 Jahren des Verbots wieder öffentliche Theateraufführungen erlaubt worden waren. Die Wiedereröffnung der Theater ging mit einem Wandel der aufgeführten Stücke und der Aufführungspraxis einher. Die Restaurationskomödien waren sexuell sehr freizügig, was sowohl durch König Charles II. persönlich als auch durch die Freizügigkeit seines Hofes gefördert wurde. Die Blütezeit der Restaurationskomödie endete um 1700, als moralische Bedenken und ein gewandelter Publikumsgeschmack zu ihrem Niedergang führten.

## Autoren
Zu den wichtigsten Autoren der Restaurationskomödie gehören Charles Sedley, John Dryden, William Wycherley, George Etherege, Aphra Behn (die erste professionelle britische Dramatikerin), Thomas Shadwell, Thomas Southerne und ab den 1690er Jahren William Congreve und John Vanbrugh.

## Bedeutende Restaurationskomödien (Auswahl)
- Aphra Behn, The Rover (1677)
- William Congreve, The Way of the World (1700)
- John Dryden, Marriage à la Mode (1672)
- George Etherege, She Would If She Could (1668) und The Man of Mode (1676)
- George Farquhar, The Beaux’ Stratagem (1707)
- Edward Ravenscroft, The London Cuckolds (1681)
- Charles Sedley, The Mulberry-Garden (1668) und Bellamira: or, The Mistress (1687)
- Thomas Shadwell, The Sullen Lovers (1668) und The Virtuoso (1676)
- Thomas Southerne, The Wives' Excuse (1691)
- George Vanbrugh, The Provoked Wife (1697)
- William Wycherley, The Gentleman Dancing-Master (1672) und The Country Wife (1675)

## Aufführungspraxis

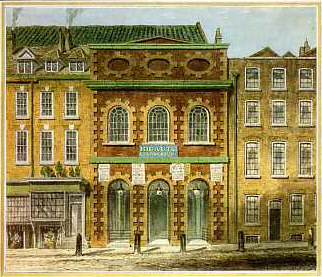
John Vanbrughs Queen's Theatre am Haymarket in London

Die Aufführungen zogen ein großes Publikum aus allen sozialen Klassen an und zeichneten sich durch Bezüge auf das Zeitgeschehen und lebhafte Handlungen aus. Zum ersten Mal traten professionelle Darstellerinnen auf. Bis zu diesem Zeitpunkt waren weibliche Rollen ausnahmslos durch Männer dargestellt worden.
Sogenannte Hosenrollen waren Bestandteil von fast einem Viertel der in der Restaurationszeit geschriebenen Komödien. In diesen Hosenrollen erschienen die Schauspielerinnen in männlicher Bekleidung auf der Bühne – sie trugen die enganliegenden, bis zum Knie reichenden Hosen, die die Standardbekleidung ihrer männlichen Zeitgenossen waren. Meist stellten sie schlagfertige Frauen dar, die sich aus irgendeinem Grund als Mann zu verkleiden hatten oder die Dinge tun wollten, die nur einem Mann offenstanden.
Zu den erfolgreichen Schauspielern und Schauspielerinnen dieser Zeit gehörten Nell Gwyn, die Geliebte von Charles II., Elizabeth Barry, Anne Bracegirdle, Thomas Betterton und Colley Cibber.

## Kritik
Zu den wichtigsten Kritikern der Restaurationskomödie gehört Jeremy Collier, der sie in seiner Schrift A Short View of the Immorality and Profaneness of the English Stage von 1698 heftig angriff. Als Beispiel für seinen Vorwurf der Unsittlichkeit und Gottlosigkeit bediente er sich vor allem der Komödien Congreves und Vanbrughs.

## Allgemeine Ausgaben
- Four Restoration Marriage Plays. Ed. Michael Cordner. Oxford and New York, 1995.
- Restoration Comedy. Ed. A. Norman Jeffares. 4 vols. London, 1974.
- Restoration Comedies. Ed. Dennis Davison. London, Oxford, and New York, 1970.